# Naturschutzgebiet Schlebornbach / Düstere Siepen

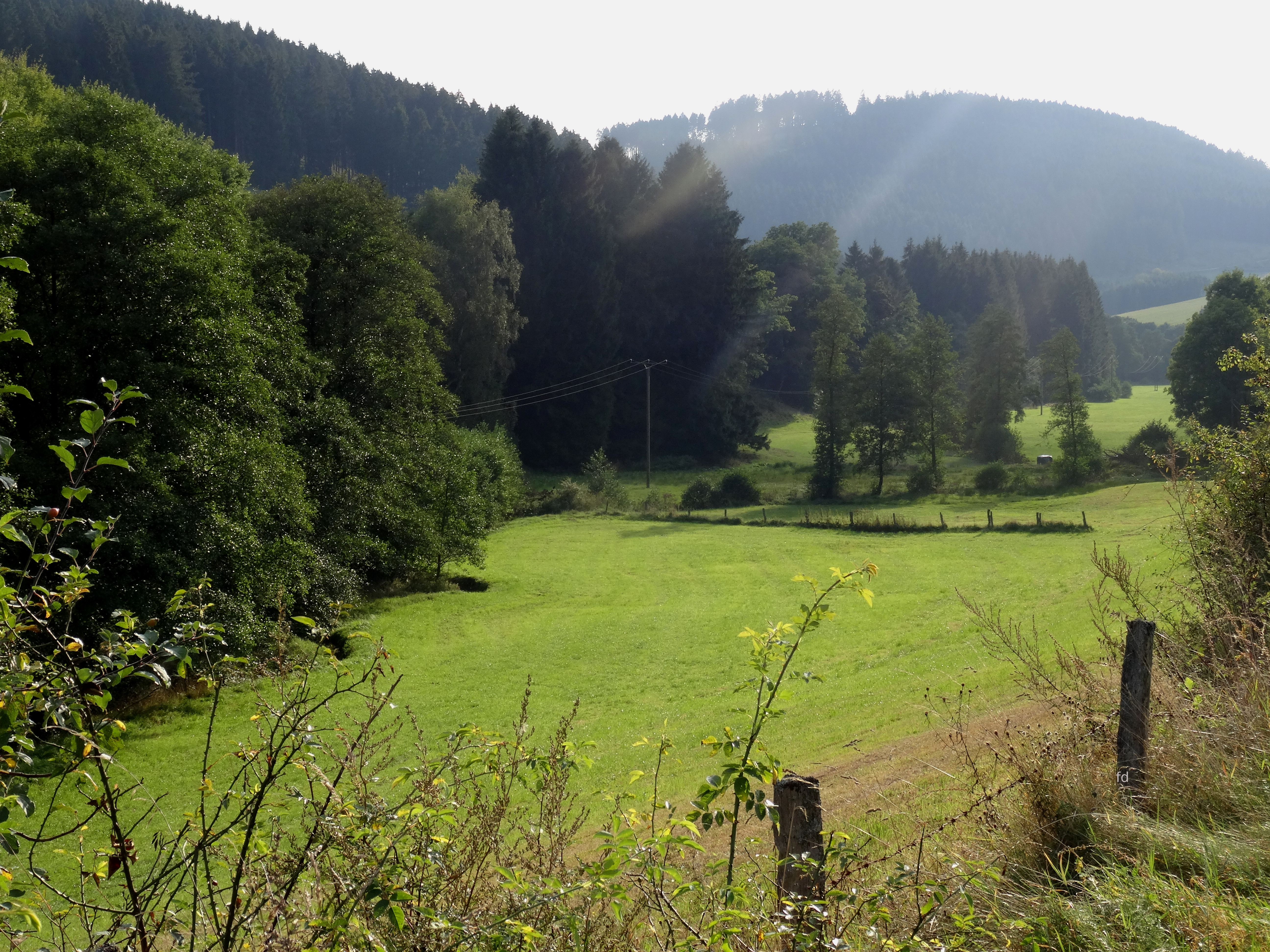
Schlebornbachtal westlich von Grimlinghausen

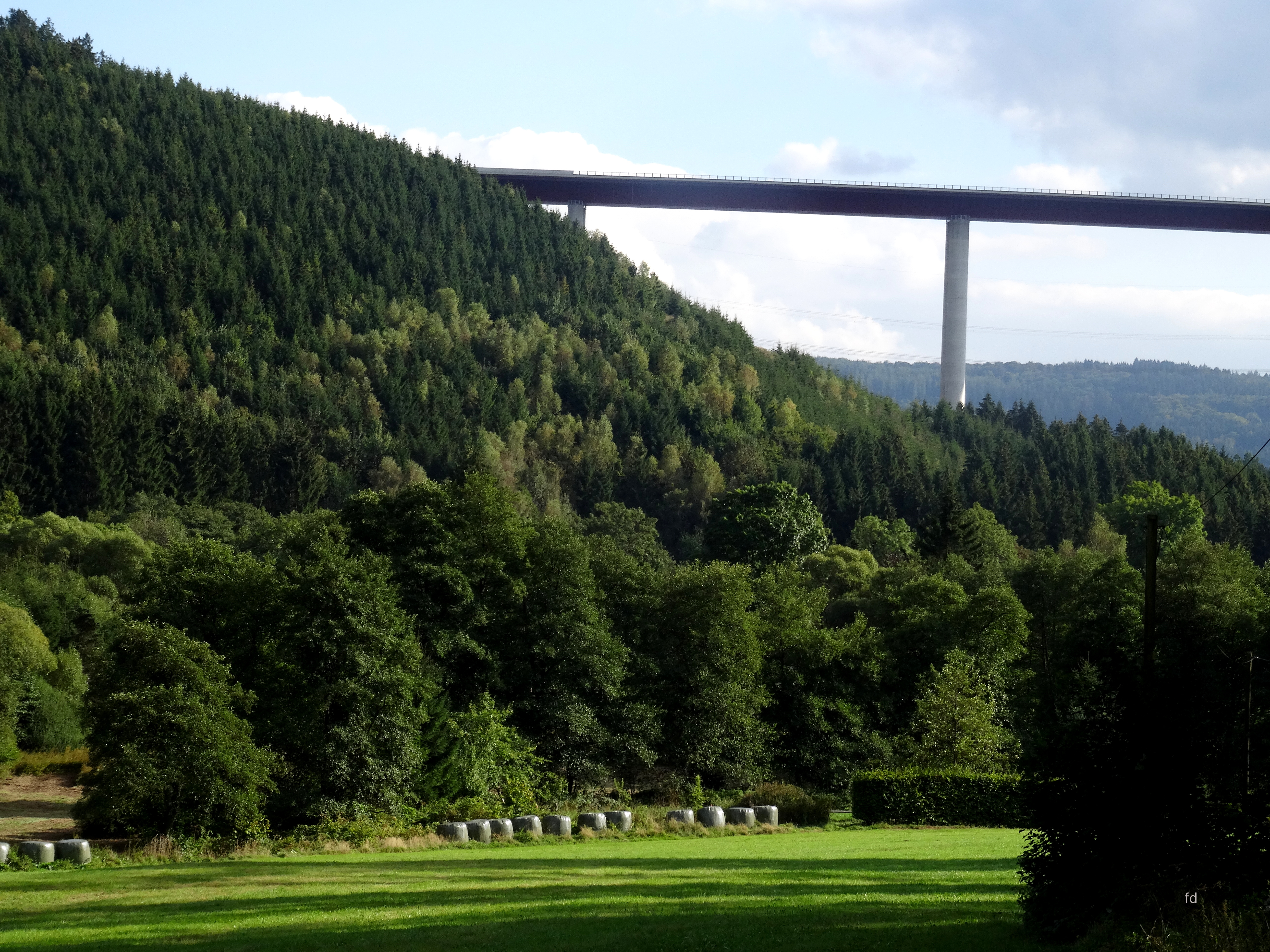
Düsteres Siepen

Das Naturschutzgebiet Schlebornbach / Düstere Siepen mit einer Größe von 18,52 ha liegt im Arnsberger Wald nördlich von Nuttlar im Gemeindegebiet von Bestwig in Nordrhein-Westfalen. Das Gebiet wurde 2008 mit dem Landschaftsplan Bestwig durch den Hochsauerlandkreis als Naturschutzgebiet (NSG) ausgewiesen. Das NSG umfasst die Bäche Schlebornbach und Düstere Siepen mit deren Aue. Östlich grenzt im Schlebornbachtal im Stadtgebiet von Olsberg das Naturschutzgebiet Tiefe Hohl – Kottensiepen (Olsberg) an. Dort befindet sich die Quelle des Schlebornbaches. Westlich des NSG schießen sich zwei Teilflächen des Landschaftsschutzgebiet Talsystem des Schlebornbachs an. Nach etwa 100 m entlang des Baches Eidmecke im Landschaftsschutzgebiet Talsystem des Schlebornbachs kommt das Naturschutzgebiet Eidmecketalsystem. Die Eidmecke mündet am südwestlichen NSG-Rand in den Schlebornbach.

## Gebietsbeschreibung
Beim NSG handelt es sich um die Bäche Schlebornbach und Düstere Siepen mit Aue. Die Aue wird überwiegend von Grünland eingenommen. Teile des Grünlandes im NSG sind brach gefallen. Ein Teil des Grünlandes ist Feuchtgrünland. Entlang der Bäche wachsen hauptsächlich Roterlen. Im NSG kommen seltene Tier- und Pflanzenarten vor.

## Schutzzweck
Das NSG soll die Bäche mit Aue und deren Arteninventar schützen.
Wie bei allen Naturschutzgebieten in Deutschland wurde in der Schutzausweisung darauf hingewiesen, dass das Gebiet „wegen der Seltenheit, besonderen Eigenart und Schönheit des Gebietes“ zum Naturschutzgebiet wurde.